# علاج باليرقات
العلاج باليرقات أو العلاج اليرقي (بالإنجليزية: Maggot Therapy)‏ هو أحد أنواع العلاج الحيوي يتم فيه إدخال يرقات الذباب الحية والمعقمة في الجروح غير الملتئمة من أجل تعقيمها وإزالة الانسجة الميتة.

## تاريخ العلاج باليرقات
لقد عرفت اليرقات من قرون بقدرتها على مساعدة التئام الجروح فقد لاحظ الأطباء الذين يعملون بالجيش ان مستقبل جروح المجندين الذين تخترق جروحهم اليرقات أفضل بكثير من غيرهم.
وليام باير أثناء عمله في جامعة جونز هوبكنز يعد أول من أمكنه اكتشاف فصائل معينه وفصلها معمليا واستخدام يرقاتها في علاج العديد من الأطفال الذين يعانون من التهابات العظام "Osteomyelitis" والتهاب الأنسجة اللينة "Soft tissue infections" وعرض نتائج هذه الحالات في مؤتمر للجراحه عام 1929 م وبعدها بعامين بعدما وصل عدد الحالات التي عالجها باستخدام اليرقات قام بنشر نتائجه عالمياً.
أصبح العلاج باليرقات يستخدم عادة وبنجاح شديد بواسطة اَلاف من الأطباء في فترة الثلاثينيات ولكن بعد ذلك بفترة قصيرة وحيال الحرب العالمية الثانية ومع ظهور المضادات الحيوية وتطور التدخل الجراحى تراجع استخدام اليرقات لفترة إلى أن عادت إلى الاستخدام ثانية في فترة السبعينات والثمانينيات بعد أن فشلت المضادات الحيوية والتدخل الجراحى في الوصول إلى النتائج المرجوة منها.

## مميزات وعيوب العلاج باليرقات
- هذه العملية بسيطة بالدرجة الكافية لجعل غير الجراحين أيضاَ قادرين على تنفيذها حينما لا تتاح الجراحة كما أنها لا تحتاج أيضا إلى الأجهزة الطبية أو الرعاية الخاصة المتاحة فقط في المستشفيات بل انها قد تستخدم في المنزل وبكل سهولة.
- تكلفة العلاج باليرقات تكلفة بسيطة ومتاحة للجميع.
- يستغرق عمل ضمادة اَمنة لحفظ اليرقات على الجرح حوالى من 15-30 دقيقة.
- اليرقات لابد أن تستخدم في خلال 24 ساعة من وصولها.